# 高河弓
高河弓（1965年7月9日—），日本女性漫画家、同人作家，东京都品川区出身，東京都立三田高等學校畢業，常見譯名高河優、高河云。
以少女向的清淡故事为主，画面飘渺。代表作为《源氏》、《超獸傳說》、《LOVELESS》。

## 作品

### 漫畫
| 作品（中譯）                                      | 原 名 | 發表期#                                                                     | 收錄及備註                               |
| 若草物语（中文《小婦人》）                        |       | 1985年6月發表                                                               | 單行本1冊。                              |
|                                                   |       | 《Comic Val》1986年11月號發表                                               | 收錄在《 》單行本。                      |
| 心的尺寸 1                                        |       | 《Val Pretty》1987年4月號發表                                               | 收錄在《心的尺寸》單行本。               |
| 天使夜未眠 （地球人危机） （危機地球人）          |       | 《Wings》1987年8月號至《South》1995年24號發表                               | 單行本共3冊。                            |
| B型同盟                                           |       | 《Newtype》1988年4月號至1989年5月號發表                                     | 單行本1冊待續。                          |
| 源氏                                              |       | 《Wings》1988年6月號至1995年6月號發表                                       | 單行本8冊待續。                          |
| 心的尺寸 2                                        |       | 1988年6月發表                                                               | 收錄在《心的尺寸》單行本。               |
| 玻璃魔法                                          |       | 1988年6月發表                                                               | 收錄在《心的尺寸》單行本。               |
| SAFFRON ZERO BEAT                                 |       | 《Pahu》1988年發表                                                          | 收錄在《 》單行本。                      |
| 魔童夜話 （不眠的夜精靈）                         |       | 《Orfeu》1988年7月號至《Minuet》1990年7月號發表                             | 單行本共2冊。                            |
|                                                   |       | 《Newtype Comic Genki》1988年8月號至1989年8月號發表                         |                                          |
| 夜孃帝國                                          |       | 《Princess Special》1988年9月號至《Princess Deluxe》1989年4月號發表         | 單行本1冊待續。                          |
| 聖魔迷情 （劳拉皇帝） （天界夢語） （聖輪迴之愛） |       | 《Princess GOLD》1988年9月號至1993年11月號發表                              | 單行本共4冊。                            |
|                                                   |       | 《花與夢 EPO》1988年11月號發表                                              | 收錄在《高河弓初期杰作集》單行本。       |
| REN AI 戀愛                                       |       | 《Princess》1989年1月號至1999年9月號發表                                    | 單行本3共冊。                            |
| 梦国爱丽丝 （夢國愛麗絲）                         |       | 《Pretty》1989年1月號至1992年5月號發表                                      | 單行本2冊待續。                          |
|                                                   |       | 《花與夢 EPO》1989年5月號發表                                               | 收錄在《高河弓初期杰作集》單行本。       |
| 9月的夏                                           |       | 《花與夢 EPO》1989年11月號發表                                              | 收錄在《高河弓初期杰作集》單行本。       |
| 最愛星辰                                          |       | 《Morning Party》1989年28號至1990年35號發表                                 | 單行本1冊。                              |
| SAFFRON ZERO BEAT ll                              |       | 《Wings》1991年9月號發表                                                    | 收錄在《サフラン・ゼロ・ビート》單行本。 |
| 约束的夏                                          |       | 《Wings》1991年11月號發表                                                   | 收錄在《高河弓初期杰作集》單行本。       |
| 妖精事件 1992                                     |       | 《Morning Party》1992年2月號發表                                            | 收錄在《妖精事件》單行本。               |
| 饥饿一族                                          |       | 《學習研究社 LC Mystery》1992年3月號至1993年2月號發表                       | 單行本1冊。                              |
| 超獸傳說 （超兽传说） （超兽窗说）                |       | 《月刊GFantasy》1992年7月號至2001年2月號發表                                | 單行本共8冊。                            |
| 妖精事件 （妖精事件簿）                           |       | 《月刊Afternoon》1993年6月號至1999年11月號發表                              | 單行本共5冊。                            |
| 玫瑰愛情                                          |       | 《for Mrs.》1995年1月號至1998年1月號發表                                    | 單行本共2冊。                            |
| CAROL-K                                           |       | 《Kimi to Boku》1995年6月號至1998年3月號發表                                |                                          |
| CHRONICLE                                         |       | 《月刊少年GANGAN》1998年4月號至《月刊GFantasy》1999年8月號發表              | 單行本1冊待續。                          |
| 戀愛 CROWN                                        |       | 《Comic Crimson》1998年9月號至2002年3月號發表                               | 單行本共4冊。                            |
| Clock Tower Ghost Head                            |       | 《月刊GFantasy》1998年9月號至10月號發表                                     |                                          |
|                                                   |       | 《月刊Afternoon Season 增刊》1999年10月No.1號發表                           | 收錄在《妖精事件》單行本。               |
|                                                   |       | 《はなまるきっず》1999年5月號至2001年3月號發表                              | 單行本1冊。                              |
| LOVELESS （无爱之战）                             |       | 《月刊GFantasy》2001年12月號至《Comic ZERO-SUM》2002年5月號發表～           | 單行本11冊待續。                         |
| 天使夜未眠 特別篇 秘密花園                        |       | 《Comic Crimson》2002年7月號至2002年11月號發表                              | 單行本1冊。                              |
| 天使厅                                            |       | 《Comic Crimson》2002年11月號至《Comic ZERO-SUM增刊WARD》2007年Spring號發表 |                                          |
|                                                   |       | 《BE×BOY》2003年4月號至2006年4月號發表                                      |                                          |
|                                                   |       | 《Comic 浮文誌》2006年6月發表                                               |                                          |
|                                                   |       | 《Comic ZERO-SUM增刊WARD》2007年17號發表～                                  | 單行本1冊待續。                          |
| 機動戰士GUNDAM 00 in those days                   |       | 《Newtype》2008年11月號至2010年8月號發表                                    | 單行本1冊。                              |
| 機動戰士GUNDAM 00 Paradise TV                     |       | 《GUNDAM ACE增刊 GUNDAM 00 ACE》2010年10月號增刊發表                        |                                          |

### 畫冊
| 作品（中譯）                                      | 原 名 | 出版日期       | 書碼               |
| 高河畫冊 深情之歌                                 |       | 1988年8月25日  | ISBN 9784403611650 |
| 高河畫冊                                          |       | 1989年7月5日   | ISBN 9784403611940 |
| 高河弓畫集 YOUR EYES ONLY                         |       | 2005年7月9日   | ISBN 9784758030052 |
| 機動戰士GUNDAM 00 高河弓 Design Works             |       | 2009年1月14日  | ISBN 9784758011280 |
| 機動戰士GUNDAM 00 高河弓 Dear Meisters COMIC&ARTS |       | 2009年6月24日  | ISBN 9784048543569 |
| 劇場版 機動戰士GUNDAM 00 高河弓 Works Complete    |       | 2010年12月17日 | ISBN 9784758012065 |

### 其它
- 《CYCLAND》（1991年7月9日）
- 《高河ゆん原画展 '93 ASIA 4 原画集》（1993年8月10日）
- 《いまどきのバンパイア-高河ゆん+大貫健一設定原画集》（1997年1月30日）
- 《魔獣の来る夜》（2001年8月20日）

## 动画化的作品
- 《天使夜未眠》OVA（1989年，1990年，1996年）
- 《CAROL》只擔任人設部分（1990年）
- 《源氏》OVA（1992年）
- 《超獸傳說》OVA（1997年）
- 《High School Aura Buster》OVA，只擔任人設部分
- 《LOVELESS》TV版（2005年）
- 《機動戰士GUNDAM 00》TV版第一季，只擔任人設部分（2007年）
- 《機動戰士GUNDAM 00》TV版第二季，只擔任人設部分（2008年）
- 《劇場版 機動戰士GUNDAM00 -A wakening of the Trailblazer-》剧场版，只擔任人設部分（2010年）
- 《UN-GO》TV版，只擔任人設部份（2011年）
- 《恶魔之谜》（2014年）

## 相關人物
高河弓的配偶是漫畫家たつねこ。

## 外部連結
- 高河優官方網站 （页面存档备份，存于）